# インファンタ・マリア・テレサ級装甲巡洋艦
| インファンタ・マリア・テレサ級装甲巡洋艦 | インファンタ・マリア・テレサ級装甲巡洋艦 |
| ---------------------------------------- | --- |
| 写真はインファンタ・マリア・テレサ       | |
| 艦級概観                                 | |
| 艦種                                     | 装甲巡洋艦 |
| 艦名                                     | 人名 |
| 前級                                     | Navas de Tolosa |
| 次級                                     | エンペラドル・カルロス5世 |
| 性能諸元                                 | |
| 排水量                                   | 満載：6,890トン |
| 全長                                     | 111.8m -m（水線長） |
| 全幅                                     | 19.81m |
| 吃水                                     | 6.55m |
| 機関                                     | |
| 最大出力                                 | 13,700hp |
| 最大速力                                 | 20.25ノット |
| 航続距離                                 | 10ノット/9,700海里 |
| 燃料                                     | 石炭1,050トン |
| 乗員                                     | 484～497名 |
| 兵装                                     | Model 1883 28cm（35口径）単装砲2基 14cm（50口径）単装砲10基 7.62cm＝12ポンド（50口径）単装砲10基 オチキス 47mm単装機砲10基 ノルデンフェルト 22mm機関砲8基 マキシム単装機銃2丁 水中魚雷発射管単装8基 |
| 装甲                                     | 舷側：305mm（水線面主装甲）、254mm（水線面末端部） 甲板：51～76.2mm（主甲板） 主砲バーベット：228mm（最厚部） 司令塔：305mm（最厚部）                                                               |

インファンタ・マリア・テレサ級装甲巡洋艦（スペイン語：Cruceros protegidos Clase Infanta María Teresa, 英語：Armored Croiseur Infanta Maria Teresa class）は、スペイン海軍が最初に国産した装甲巡洋艦。

## 概要

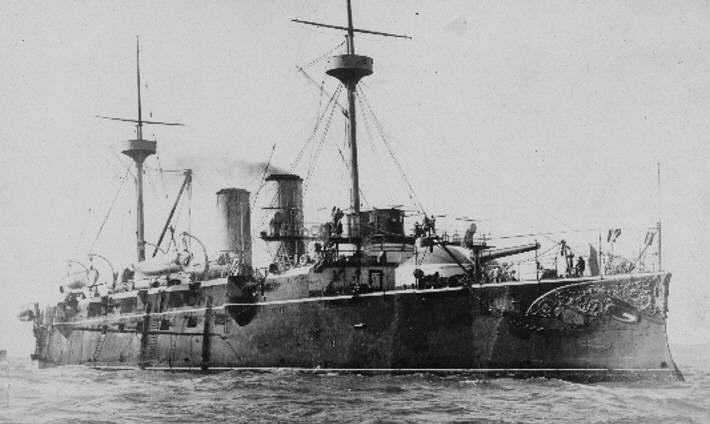
艦首から撮影された「ビスカヤ」。

当初のスペイン海軍では前弩級戦艦ペラヨの姉妹艦を建造する予定であったが、この時期にドイツ帝国が植民地獲得に乗り出し、スペインの植民地であるカロリン諸島の脅威となりつつあったため、急遽この予算を植民地防衛用の新型装甲巡洋艦に充てる事となった。これが本級で、海軍計画により3隻ともビルバオ海軍工廠により建造された。
米西戦争中は3隻ともパスクワル・セルベラ提督のカリブ海派遣部隊に属して、キューバ植民地の防衛に赴いた。1番艦のインファンタ・マリア・テレサはセルベラ提督の旗艦だった。サンチャゴ・デ・キューバ海戦ではスペイン艦隊の主力として戦ったが、同型艦3隻ともにアメリカ艦隊により全滅させられた。

## 艦形

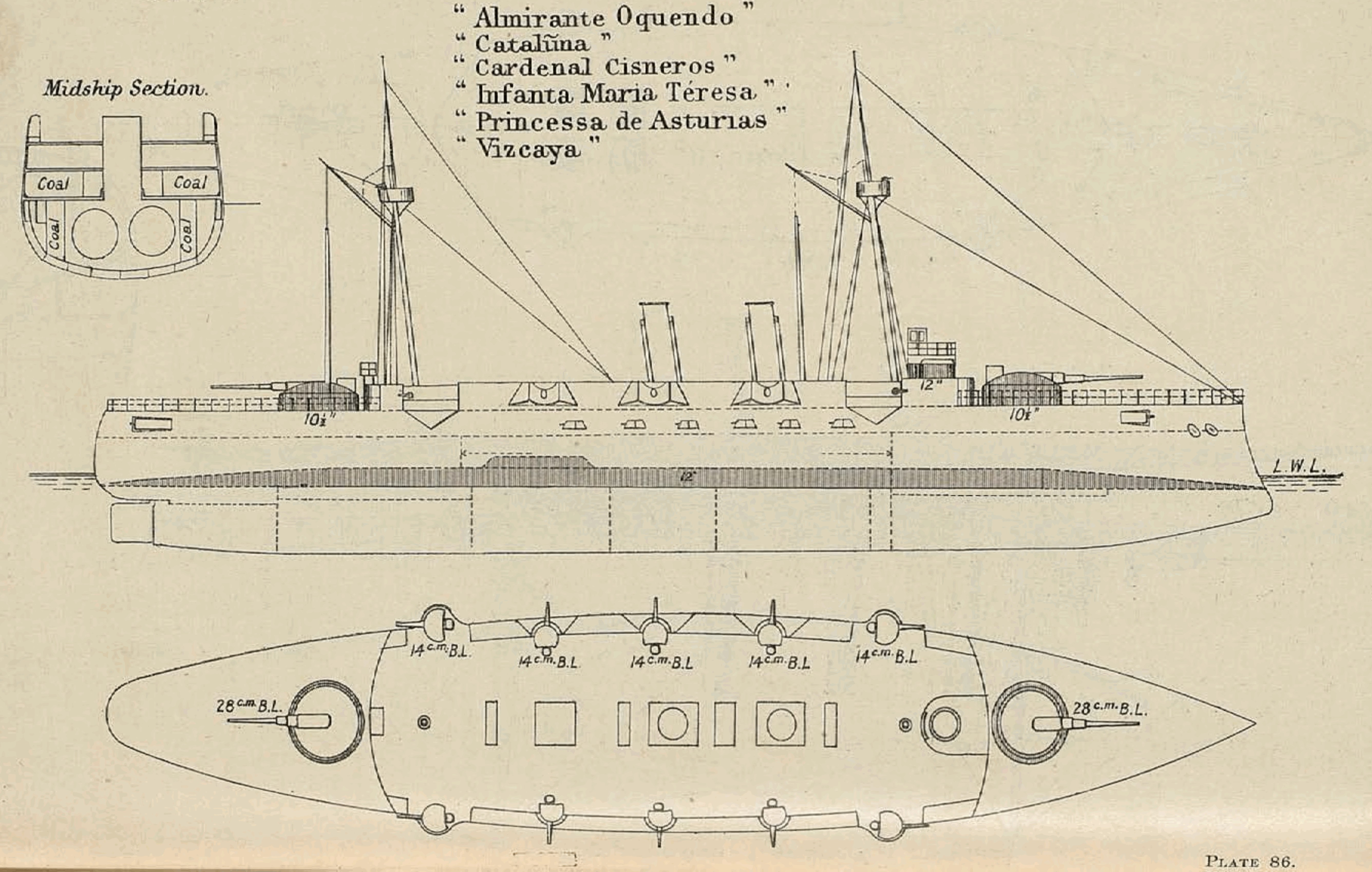
本級の武装・装甲配置を示した図。

本級は平甲板型船体を採用した。水面下に当時の主流である衝角を持つ艦首から前部甲板上に前向きに単装式の露砲塔1基を配置、艦橋構造は司令塔を下部に組み込み、船橋を両側に持つ箱型とし、その後部に頂上部に見張り所を持つ簡素な単脚檣が立つ。単脚檣の背後に2本煙突が立ち、艦内への吸気用として煙管型の通風筒が立てられている。煙突の周囲は艦載艇置き場となっており、その後ろは簡素な単脚檣、後ろ向きに露砲塔1基が配置。左右の舷側甲板上には14cm単装砲が断片防御程度の防盾を付けられており甲板上に単装砲架で片舷に5基ずつ計10基が配置された。この武装配置により前後方向に28cm砲1門、14cm砲2門、左右方向に28cm砲2門、14cm砲5門を向けることが出来た。
防御装甲は舷側水線部に254mmから305mmの装甲が貼られており、装甲厚では戦艦並みで全長の2/3を防御するものであった反面、装甲板の高さが低かった。また、主砲のバーベット部こそ228mmもあったが、写真で砲塔に見えるのは断片防御程度の装甲で出来た防護盾で主砲の基部に被せてあるだけの代物であり完全な砲塔形式ではない。

## 武装

### 主砲

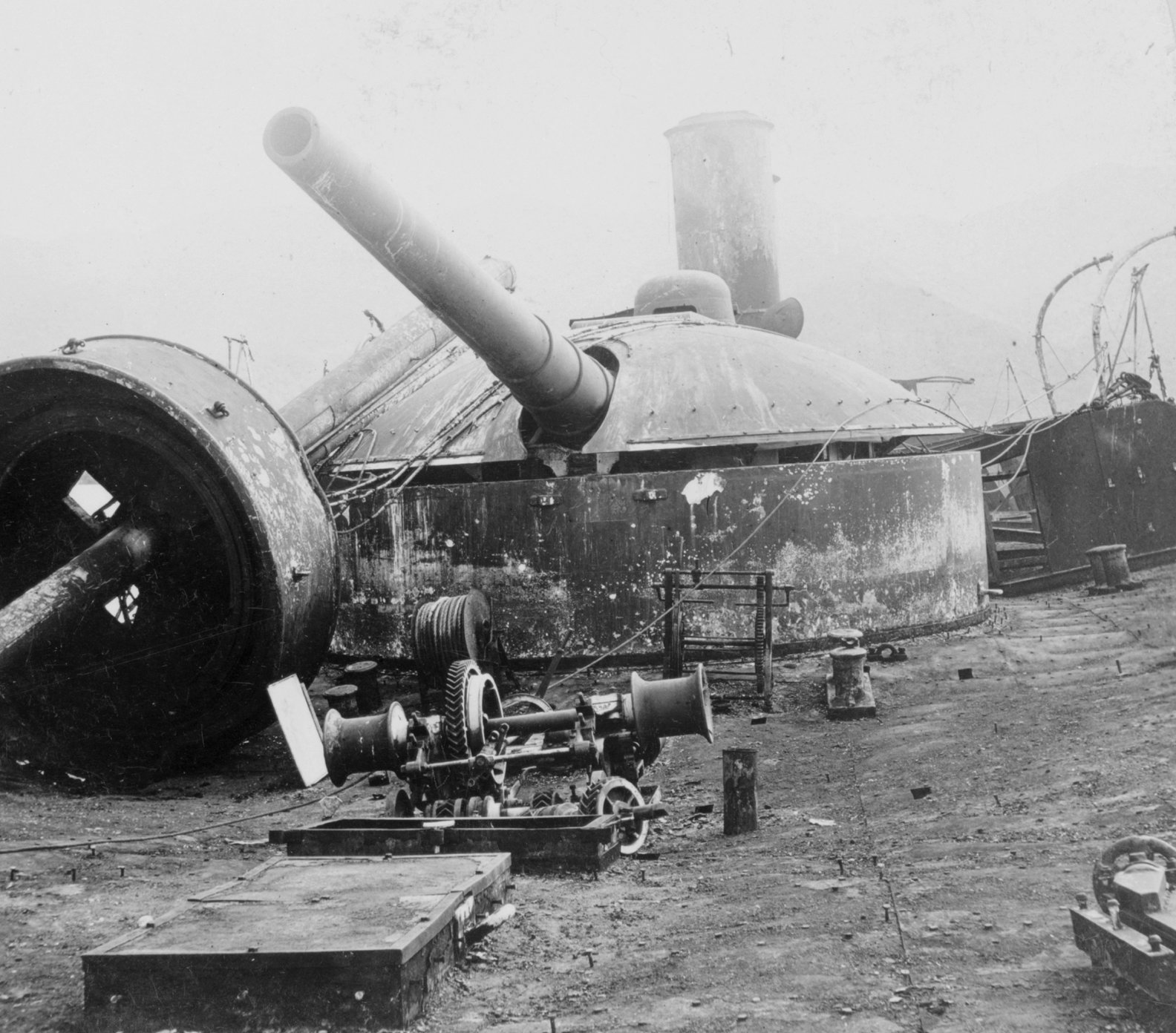
写真は撃破された「ビスカヤ」の28cm主砲塔。

本型の主砲としてフランスの砲遁メーカー、カネー社の「カネー Model 1883 28cm（35口径）砲」を採用した。その性能は266kgの砲弾を、仰角15度で10,460mまで届かせられ、射程10,460mでクルップ鋼の装甲138mmを貫通でき、5,040mなら舷側装甲226mmを貫通できた。
この砲を新設計の単装式のフード付き露砲塔に収めた。砲塔の俯仰能力は仰角10.5度・俯角4度である。旋回角度は首尾線方向を0度として左右125度の旋回角度を持つ、主砲身の俯仰・砲塔の旋回・砲弾の揚弾・装填は主に水圧で補助に人力を必要とした。発射速度は毎分1発であった。

### その他備砲

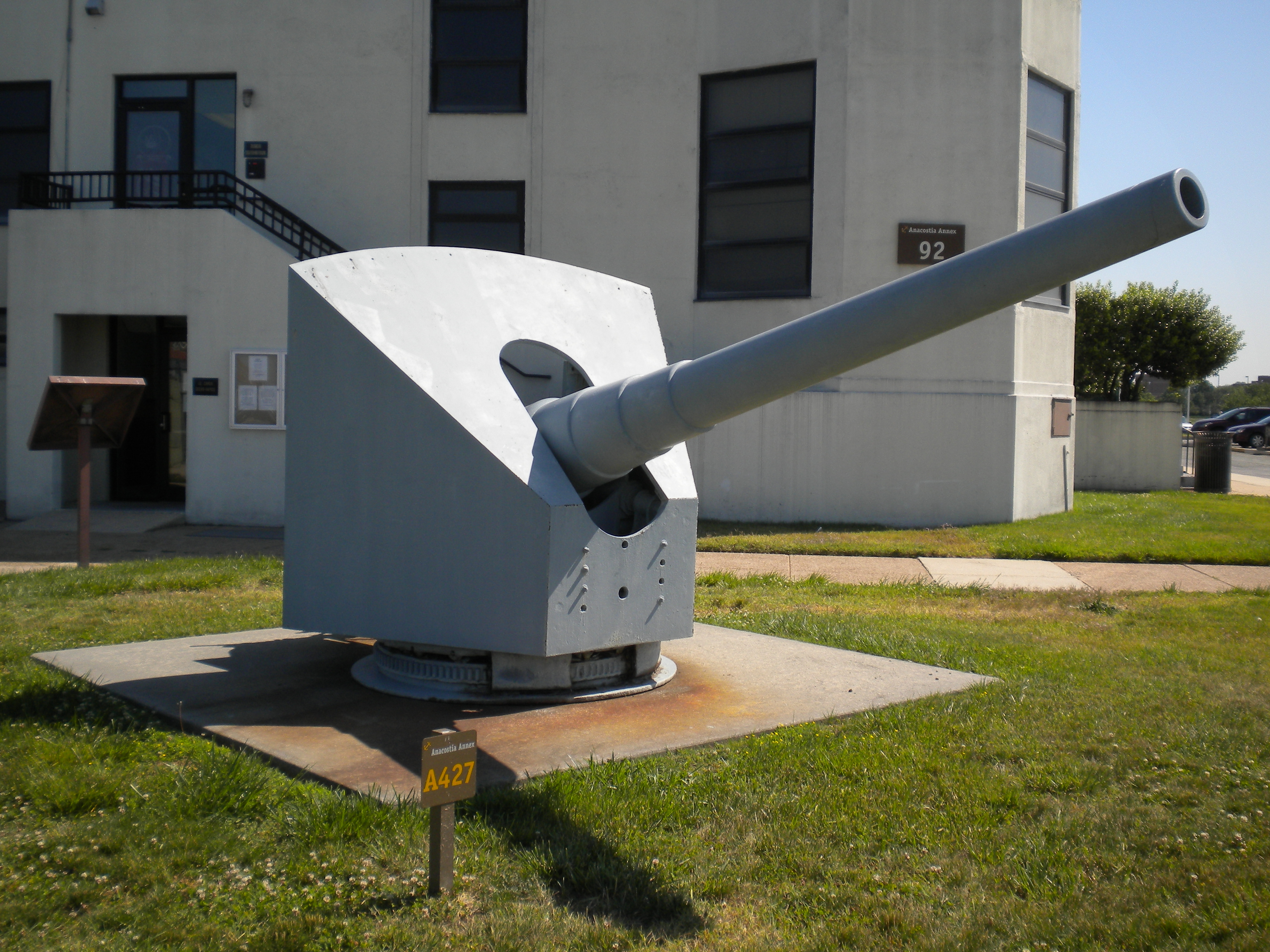
写真は撃破された「アルミランテ・オクェンド」から回収されて展示されている14cm砲。

本型の副砲には「カネー Model 1884 14cm（50口径）速射砲」を採用した。その性能は36.5kgの砲弾を、仰角25度で15,000mまで届かせられた。この砲を単装砲架に据え付け、俯仰能力は仰角15度・俯角10度である。旋回角度は舷側ケースメイト配置で150度の旋回角度を持つ、主砲身の俯仰・砲塔の旋回・砲弾の揚弾・装填は主に人力を必要とした。発射速度は毎分4発であった。その他に対水雷艇用に「7.62cm＝12ポンド（50口径）速射砲」を単装砲架で片舷5基ずつ計10基を、オチキス社の「オチキス 4.7cm（43.5口径）速射砲」を単装砲架で10基を装備した。近接攻撃用にノルデンフェルト 25mm機関砲を単装砲架で8基を装備した。他に対艦攻撃用に35.6cm魚雷発射管を単装8基を配置していた。

## 同型艦
- インファンタ・マリア・テレサ
- ビスカヤ
- アルミランテ・オクェンド

## 参考図書
- 「Conway All The World's Fightingships 1860-1905」（Conway）
- 「Conway All The World's Fightingships 1906-1922」（Conway）